# Philippe Jansen
Pour les articles homonymes, voir Jansen.
Philippe Jansen, né à Liège le 17 juillet 1956, est un historien français, professeur d'histoire médiévale.

## Biographie
Il est professeur d'histoire médiévale à l'Université de Nice.

## Publications
- Macerata aux XIVe et XVe siècles : démographie et société dans les Marches à la fin du Moyen âge, Antibes, APDCA, 2006, 282 p. (ISBN 2-904110-41-0)
- Les relations des pays d'islam avec le monde latin du milieu du dixième au milieu du treizième siècle, Paris, Messene, 2000, 141 p. (ISBN 2-911043-98-7)
- La Méditerranée entre pays d'Islam et monde latin : milieu Xe : milieu XIIIe siècle  (avec Annliese Nef et Christophe Picard), Paris, SEDES, 2000, 352 p. (ISBN 2-7181-9315-8)
- La Sainteté dans les Marches et la Romagne aux XIIIe et XIVe siècles : aspects religieux et sociaux, Lille, ANRT, 1990